# Frogmore (Hertfordshire)
Frogmore – wieś w Anglii, w Hertfordshire. Leży 19,6 km od miasta Hertford i 28,3 km od Londynu. W latach 1870–1872 osada liczyła 975 mieszkańców.